# الشارة الصفراء

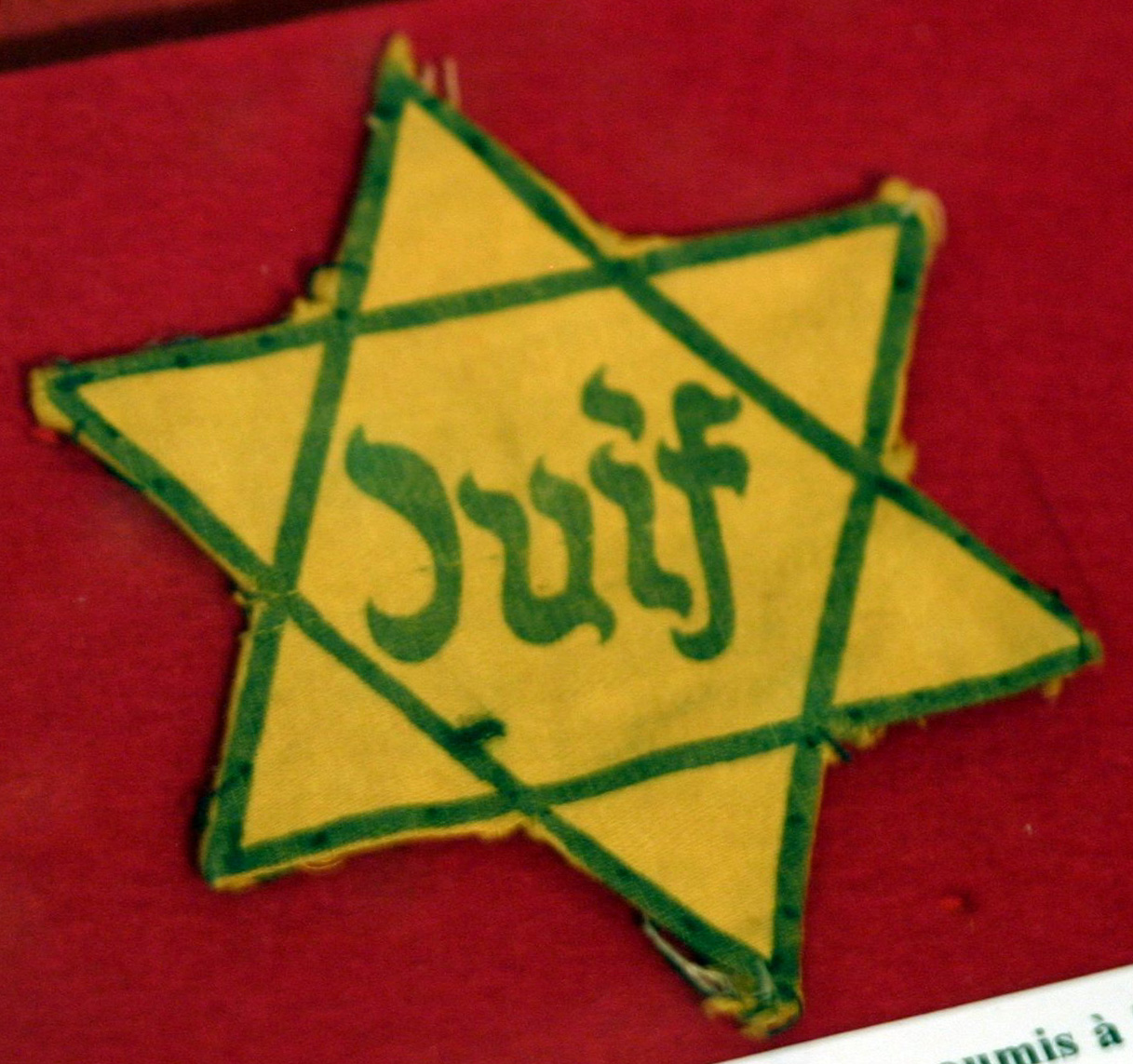
الشارة الصفراء صنعها النازيون في فرنسا.

الشارة الصفراء (بالإنجليزية: yellow badge)‏، هي شارة صفراء يعلق في ملابس اليهود، والتي طبقه الحكومة الألمانية منذ عام 1938، وهذه الشارة هي تميز اليهودي عن المسيحي والغجري وغيرها من الشعوب الأوروبية، أستمر هذا الشعار الذي يرتديه اليهود خلال فترة حكم الزعيم الألماني أدولف هتلر، حتى سقوط برلين سنة 1945، وذلك ينقل الشارة اليهودية إلى البلدان التالية لغرض عرضها لحادثة المحرقة:
- الولايات المتحدة.
- إسرائيل.
- بولندا.
- ألمانيا.
- فرنسا.